# Staurogyne fastigiata
Staurogyne fastigiata är en akantusväxtart som först beskrevs av Christian Gottfried Daniel Nees von Esenbeck, och fick sitt nu gällande namn av Carl Ernst Otto Kuntze. Staurogyne fastigiata ingår i släktet Staurogyne och familjen akantusväxter. Inga underarter finns listade i Catalogue of Life.